# Lopez Lomong

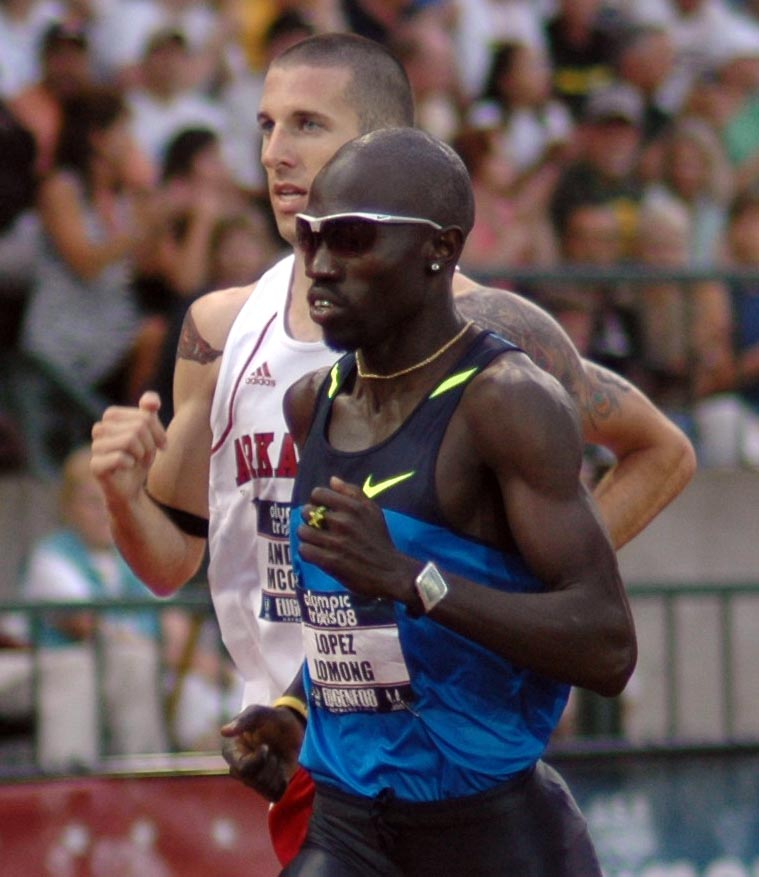
Lopez Lomong beim 1500-Meter-Lauf der US-Trials 2008

Lopez Lomong (geboren als Lopepe Lomong; * 1. Januar 1985 in Kimotong) ist ein US-amerikanischer Mittelstreckenläufer sudanesischer Herkunft.
Als Junge von sechs Jahren wurde er während des Bürgerkrieges im Südsudan von einer Miliz gekidnappt, die Kindersoldaten rekrutierte. Er flüchtete und schlug sich nach Kenia durch, wo er zehn Jahre lang im Flüchtlingslager Kakuma lebte. Im Rahmen eines Programms des International Rescue Committees kam er 2001 als einer von rund 3500 sogenannten Lost Boys of Sudan in die Vereinigten Staaten, wo sich eine Pflegefamilie in Tully (Upstate New York) seiner annahm.
Er begann als College-Athlet. Sein sportliches Talent führte ihn ins Team der Northern Arizona University. Mit Nike als Sponsor begann er 2007 seine Profi-Laufbahn und wurde in diesem Jahr NCAA-Meister über 3000 Meter in der Halle und 1500 Meter im Freien. Im Juli 2007 erhielt er die US-Staatsbürgerschaft.
2008 qualifizierte er sich als Dritter bei den US-Ausscheidungskämpfen über 1500 Meter für die Olympischen Spiele in Peking, bei denen er das Halbfinale erreichte. 2009 wurde er über dieselbe Distanz Achter bei den Leichtathletik-Weltmeisterschaften in Berlin, und 2012 wurde er bei den Leichtathletik-Hallenweltmeisterschaften in Istanbul Sechster über 3000 m.
Lopez Lomong setzt sich als Mitglied der Athletenvereinigung Team Darfur für die Lösung des Darfur-Konflikts ein. Er wurde für die Eröffnungsfeier der Spiele in Peking als Flaggenträger der US-amerikanischen Mannschaft bestimmt, was als politisches Signal aufgefasst wurde.
2019 erreichte er  bei den Weltmeisterschaften in Doha im 10.000-Meter-Lauf den siebten Platz.

## Persönliche Bestzeiten
- 800 m: 1:45,58 min, 30. Juni 2008, Eugene
- 1500 m: 3:32,20 min, 22. Juli 2010, Monaco
- 1 Meile: 3:51,45 min, 1. Juni 2013, Eugene
  - Halle: 3:51,21 min, 16. Februar 2013, New York City
- 3000 m: 7:39,81 min, 7. September 2014, Rieti
  - Halle: 7:37,74 min, 27. Februar 2020, Boston
- 5000 m: 13:00,13 min, 10. September 2019, Beaverton
  - Halle: 13:07,00 min, 1. März 2013, New York City
- 10.000 m: 27:04,72 min, 6. Oktober 2019, Doha